# Mijaíl Katukov
Mijaíl Yefímovich Katukov (en ruso: Михаи́л Ефи́мович Катуко́в; Bolshoe Uvarovo, Imperio ruso, 4 de septiembrejul./ 17 de septiembre de 1900greg. - Moscú, Unión Soviética, 8 de septiembre de 1976) fue un militar soviético que sirvió como comandante de tropas blindadas en el Ejército Rojo durante y después de la Segunda Guerra Mundial. Se le considera uno de los comandantes de blindados soviéticos más talentosos. Su actuación más notable, durante la guerra germano-soviética, fue al mando del 1.er Ejército de Tanques de la Guardia, durante la batalla de Kursk (1943), la batalla de Kamenets-Podolski (1944), la ofensiva Leópolis-Sandomierz (1944), la ofensiva del Vístula-Óder (1945) y la batalla de Berlín (1945). También estuvo al mando de la 1.ª Brigada de Tanques de la Guardia durante la batalla de Moscú (1941) y del 3.er Cuerpo Mecanizado durante la operación Marte (1942).

## Biografía

### Infancia y juventud
Mijaíl Katukov nació el 17 de septiembre de 1900 en la pequeña localidad rural de Bolshoe Uvarovo en el Uyezd de Kolomna de la gobernación de Moscú (actualmente situada en el distrito urbano de Ozyory del óblast de Moscú en Rusia) en esa época parte del imperio ruso, en el seno de una gran familia de campesinos pobres. Desde que era muy joven se vio obligado a trabajar en la granja lechera del terrateniente local. Se graduó de una escuela primaria rural. En 1912, se marchó a San Petersburgo, con unos pariente donde trabajó como mensajero en una lechería y más tarde en las fábricas de la ciudad. En 1917, participó en la Revolución de Octubre, después de lo cual regresó a Bolshoe Uvaravo para cuidar de su familia tras la muerte de su madre.
Fue reclutado en el Ejército Rojo en marzo de 1919 por la Oficina de Alistamiento y Registro Militar de Kolomna y enviado como soldado al 484.º Regimiento de Fusileros de la 54.ª División de Fusileros. Durante la Guerra Civil, participó en la represión del levantamiento cosaco en el Don en 1919. Después de una larga enfermedad, se inscribió nuevamente en el Ejército Rojo, en noviembre de 1919: donde combatió como un simple soldado en el 9.º, y luego, en el 507.º regimientos de fusileros. Como parte de la 57.ª División de Fusileros, luchó en el Frente Occidental contra las tropas polacas. En noviembre de 1920, fue enviado al 33.º Regimiento de Fusileros de la 4.ª División de Fusileros y en diciembre de 1920 fue enviado a estudiar.

### Preguerra
En 1922 se graduó en los cursos de infantería de Maguilov, después sirvió en diferentes regimiento de fusileros como comandante de compañía. En 1927, se graduó de los Cursos de Tiro y Entrenamiento Táctico Avanzado para el Personal de Mando del Ejército Rojo, después de lo cual continuó sirviendo en la 27.ª División, como jefe de personal del 80.º Regimiento de Fusileros Bandera Roja de Leningrado. En mayo de 1932 fue nombrado jefe de personal de la 5.ª Brigada Mecanizada Independiente del Distrito Militar de Bielorrusia. Posteriormente, fue nombrado jefe de reconocimiento de la brigada, comandante del batallón de instrucción, y en mayo de 1934 se desempeñó como jefe de artillería de la misma brigada.
En 1935 completó los cursos de perfeccionamiento para personal de mando en la Academia Militar de Mecanización y Motorización del Ejército Rojo. Desde septiembre de 1937 fue jefe de Estado Mayor en la 135.º Brigada de Fusileros y Ametralladoras del 45.º Cuerpo Mecanizado, desde abril de 1938 fue Jefe de Estado Mayor interino del mismo Cuerpo. En febrero de 1938, Katukov recibió el grado militar de coronel. En octubre de 1938, fue nombrado comandante de la 5.ª Brigada de Tanques Ligeros del 25.º Cuerpo de Tanques, al frente de la cual participó en la invasión soviética de Polonia en septiembre de 1939. Desde julio de 1940, comandante de la 38.º Brigada de Tanques Ligeros. En noviembre del mismo año, fue nombrado comandante de la 20.ª División de Tanques del 9.º Cuerpo Mecanizado del Distrito Militar Especial de Kiev.

### Segunda Guerra Mundial
Al inicio de la invasión alemana de la Unión Soviética, la 20.ª División de Tanques de Katukov participó en intensos combates, desde el 24 de junio de 1941, en el área de la ciudad de Klevan, luego participó en la Batalla de tanques fronterizos en el raión de Dubno. En septiembre de 1941, Katukov fue nombrado comandante de la 4.ª Brigada de Tanques, que se hizo famosa durante la batalla de Moscú, primero en dirección a Mtsensk y luego en la carretera de Volokolamsk. La actuación de las tropas bajo su mando tuvieron una importancia capital al detener a las tropas alemanas del 2.º Panzergruppe de Heinz Guderian, en dirección de Tula y Kashira, 125 kilómetros al sur de Moscú. Por el éxito de Katukov al detener a las tropas Panzer de Guderian, por orden del Comisario de Defensa del Pueblo de la URSS, del 11 de noviembre de 1941, la 4.º Brigada de Tanques recibió el estandarte de la Guardia y fue renombrada como la 1.ª Brigada de Tanques de la Guardia, y su comandante ascendido al rango de mayor general.

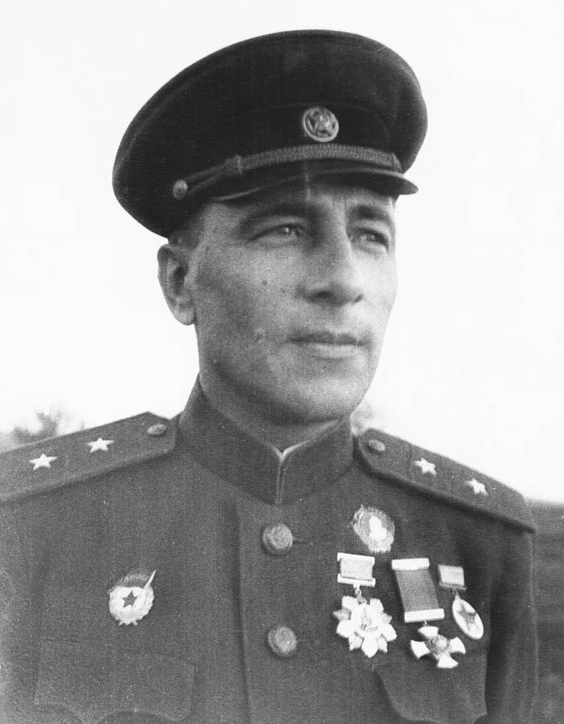
Teniente general Mijaíl Katukov en una fotografía de 1943

En abril de 1942, Mijaíl Katukov al mando del 1.er Cuerpo de Tanques, participó en una serie de duras batallas defensivas en la zona de Kursk-Vorónezh. En septiembre de 1943, fue nombrado comandante del 3.er Cuerpo Mecanizado del Frente de Kalinin. En enero de 1943, fue ascendido a teniente general y nombrado comandante del 1.er Ejército de Tanques, que, como parte del Frente de Vorónezh y más tarde del Primer Frente Ucraniano, se distinguió en la batalla de Kursk y durante ofensiva del Dniéper-Cárpatos, que supuso la liberación de la práctica totalidad de Ucrania y del sur de la Unión Soviética y la destrucción casi completa del Grupo de Ejército Sur y del Grupo de Ejércitos A. En la Batalla de Kursk, el ejército de Katukov actuó como un escudo blindado, bloqueando el camino para las formaciones de tanques enemigas.
En abril de 1944, Katukov fue ascendido a coronel general, y en junio del mismo año el ejército se transformó en el 1.er Ejército de Tanques de la Guardia, que bajo su mando participó en la ofensiva Leópolis-Sandomierz (13 de julio - 29 de agosto de 1944), ofensiva del Vístula-Óder (12 de enero - 2 de febrero de 1945), ofensiva de Pomerania Oriental (24 de febrero - 4 de abril de 1945) y finalmente en la batalla de Berlín (16 de abril - 2 de mayo de 1945).
Por el hábil liderazgo de las tropas y el coraje y el heroísmo mostrados en la ofensiva de Lvov-Sandomierz, Katukov recibió el título de Héroe de la Unión Soviética. Fue galardonado con la segunda Medalla de Oro de Héroe de la Unión Soviética por las exitosas operaciones militares del ejército en la Ofensiva de Pomerania Oriental. En la batalla de Berlín, el ejército bajo su mando avanzó en la dirección del ataque principal del Primer Frente Bielorruso, rompió las poderosas defensas enemigas en la zona de los Altos de Seelow, cruzó el río Spree y avanzó hasta Berlín.

### Posguerra
Después de la guerra, continuó al mando del 1.er Ejército de Tanques de la Guardia durante tres años como parte del Grupo de Fuerzas Soviéticas en Alemania, al mismo tiempo que era el jefe de la administración militar soviética de Sajonia. De abril de 1948 a junio de 1950, fue comandante de las tropas blindadas y mecanizadas del Grupo de Fuerzas Soviéticas en Alemania.
En septiembre de 1951, se graduó de los Cursos Académicos Superiores en la  Academia Militar del Estado Mayor de las Fuerzas Armadas de la URSS y fue nombrado comandante del 5.º Ejército Mecanizado de Guardias del Distrito Militar de Bielorrusia. Desde junio de 1955, asumió el puesto de inspector general de la Inspección de Tropas de Tanques de la Inspección Principal del Ministerio de Defensa de la URSS. en abril de 1957, fue nombrado jefe adjunto de la Dirección Principal de Entrenamiento de Combate de las Fuerzas Terrestres.
En octubre de 1959, fue ascendido a Mariscal de las Tropas Blindadas. Finalmente en 1963, aceptó el puesto de inspector militar-asesor del Grupo de Inspectores Generales del Ministerio de Defensa de la URSS, un puesto meramente honorífico sin apenas tareas reales. Vivió en Moscú hasta su muerte el 8 de junio de 1976 a la edad de 75 años de edad y fue enterrado en el cementerio Novodévichi.

## Promociones
- Coronel (17 de febrero de 1938)

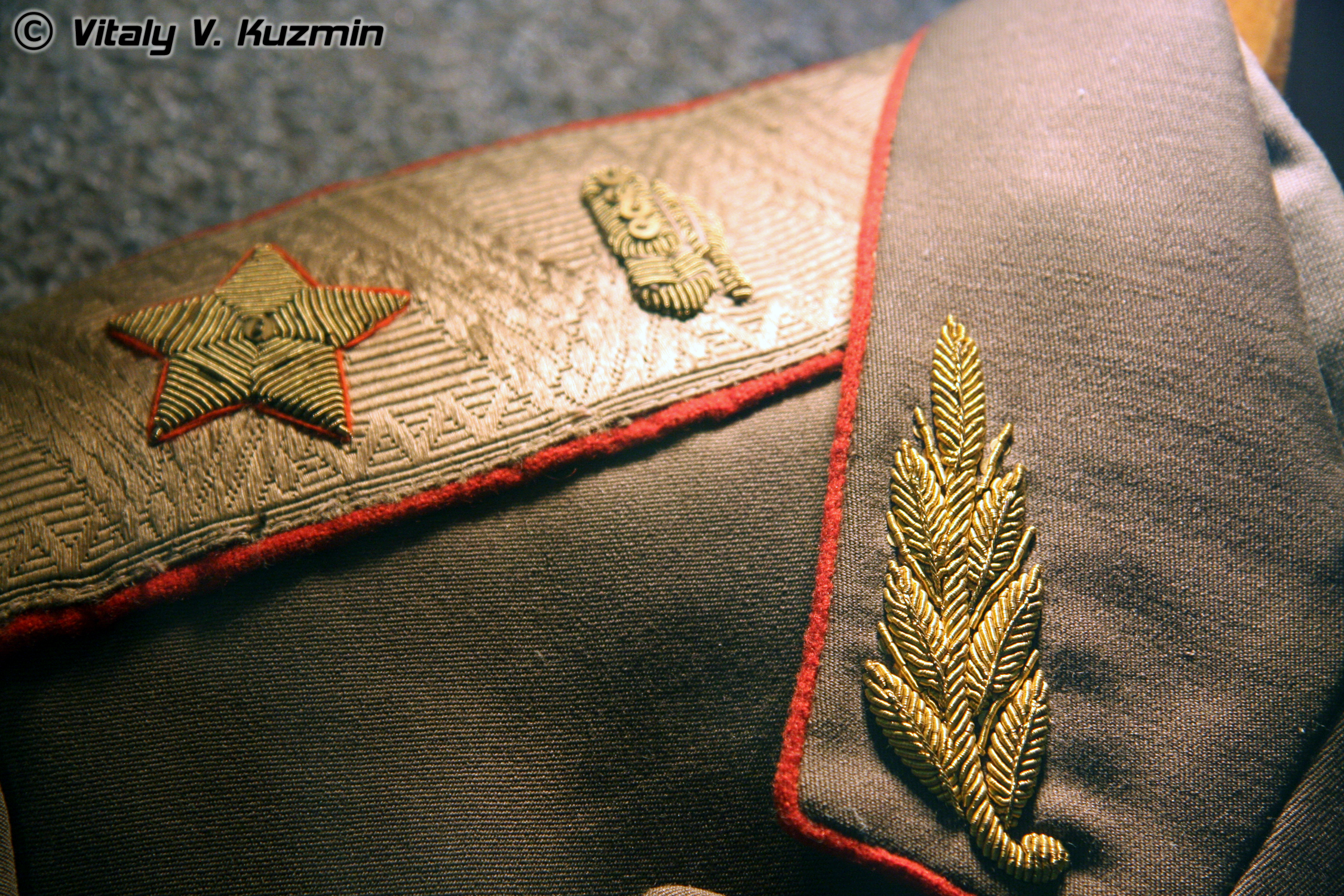
Detalle de la insignia de rango de mariscal de las tropas de tanques del uniforme de Katukov.

- Mayor general de tropas de tanques (10 de noviembre de 1941)
- Teniente general de las tropas de tanques (8 de enero de 1943)
- Coronel general de las tropas de tanques (10 de abril de 1944)
- Mariscal de las Tropas Blindadas (5 de octubre de 1959).[5]

## Condecoraciones
Unión Soviética

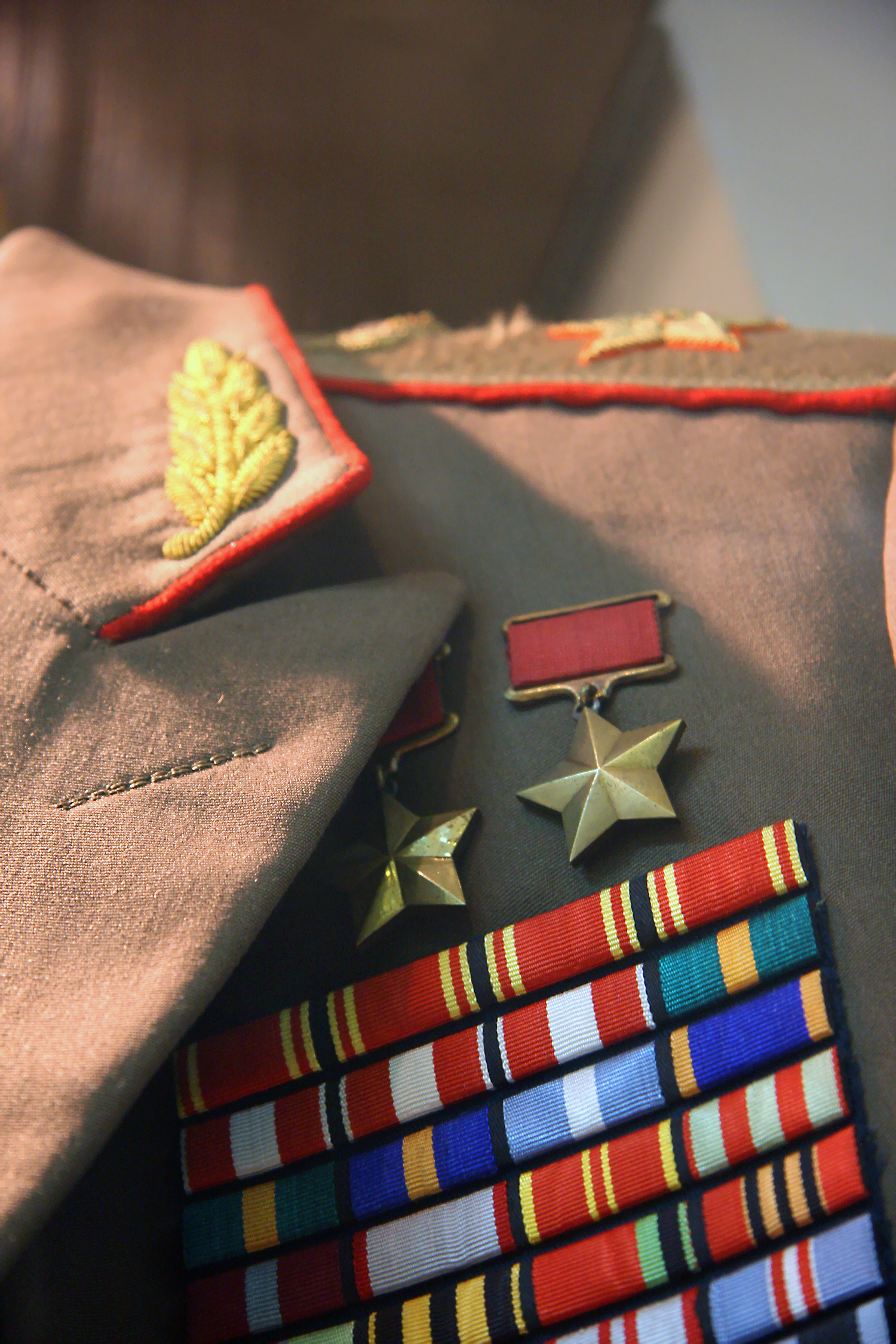
Detalle de las medallas del mariscal de blindados Mijaíl Katukov

- Héroe de la Unión Soviética, dos veces (N.º 4585 - 23 de septiembre de 1944 y N.º 4585 - 6 de abril de 1945)
- Orden de Lenin, cuatro veces (10 de noviembre de 1941, 23 de septiembre de 1944, 21 de febrero de 1945, 6 de abril de 1945)
- Orden de la Bandera Roja, tres veces (3 de mayo de 1944, 3 de noviembre de 1944, 1949)
- Orden de Suvórov de 1.er grado, dos veces (29 de mayo de 1944, 19 de mayo de 1945)
- Orden de Kutúzov de 1.er grado clase (27 de agosto de 1943)
- Orden de Bohdán Jmelnitski de 1.er grado (10 de enero de 1944)
- Orden de la Estrella Roja (28 de octubre de 1967)
- Orden del Servicio a la Patria en las Fuerzas Armadas de la URSS de 3.er grado (30 de abril de 1975)
- Medalla por la Defensa de Moscú (1944)
- Medalla por la Defensa de Kiev (1961)
- Medalla por la Liberación de Varsovia (1945)
- Medalla por la Conquista de Berlín (1945)
- Medalla por la Victoria sobre Alemania en la Gran Guerra Patria 1941-1945 (1945)
- Medalla Conmemorativa del 20.º Aniversario de la Victoria en la Gran Guerra Patria de 1941-1945 (1965)
- Medalla Conmemorativa del 30.º Aniversario de la Victoria en la Gran Guerra Patria de 1941-1945 (1975)
- Medalla Conmemorativa por el Centenario del Natalicio de Lenin (1969)
- Medalla del 20.º Aniversario del Ejército Rojo de Obreros y Campesinos (1938)
- Medalla del 30.º Aniversario de las Fuerzas Armadas de la URSS (1948)
- Medalla del 40.º Aniversario de las Fuerzas Armadas de la URSS  (1958)
- Medalla del 50.º Aniversario de las Fuerzas Armadas de la URSS (1968)
- Medalla de Veterano de las Fuerzas Armadas de la URSS (1976)

Otros países
- Orden Patriótica del Mérito en oro (Alemania Oriental)
- Medalla por el Fortalecimiento de la Amistad en las Armas, clase dorada (Checoslovaquia)
- Orden Virtuti Militari de 1.er grado (Polonia)
- Orden Polonia Restituta de 3.er grado (Polonia)
- Orden de la Cruz de Grunwald de 2.do grado (Polonia)
- Medalla por el Oder, Neisse y el Báltico (Polonia)
- Medalla por Varsovia 1939-1945 (Polonia)
- Orden del Servicio Distinguido (Reino Unido)
- Orden de Süjbaatar (Mongolia)
- Orden de la Bandera Roja (Mongolia)
- Orden al Mérito Militar (Mongolia)
- Medalla del 30.º Aniversario de la Victoria en Jaljin Gol (Mongolia)
- Medalla del 40.º Aniversario de la Victoria en Jaljin Gol (Mongolia)
- Medalla del 50.º Aniversario de la Revolución Popular de Mongolia (Mongolia)
- Medalla del 30.º Aniversario de la Victoria sobre el Japón Militarista (Mongolia)
- Medalla del 50.º Aniversario del Ejército Popular de Mongolia (Mongolia)

## Biografía
- Glantz, David M. (1998). Zhukov's Greatest Defeat – The Red Army's Epic Disaster in Operation Mars 1942 (en inglés). University Press of Kansas. ISBN 0-7006-1417-6. OCLC 254758027.
- Glantz, David M.; House, Jonathan M. (1999). The Battle of Kursk (en inglés). University Press of Kansas. ISBN 978-0-7006-1335-9. OCLC 192141109. Consultado el 9 de febrero de 2022.